# Llista de centres educatius de Llucmajor
| Centre                            | Tipus     | Estudis                                        | Adreça                                    | Coordenades                                                  | Alumnes | Web                                                           |
| --------------------------------- | --------- | ---------------------------------------------- | ----------------------------------------- | ------------------------------------------------------------ | ------- | ------------------------------------------------------------- |
| IES Llucmajor                     | Públic    | Secundària, Formació Professional, Batxillerat | Gràcia, s/n - Llucmajor                   | 39° 29′ 40.27″ N, 2° 53′ 53.5″ E / 39.4945194°N,2.898194°E   |         | http://www.iesllucmajor.org                                   |
| IES S'Arenal                      | Públic    | Secundària, Formació Professional, Batxillerat | Antiga Ctra. Cap Blanc, s/n - Llucmajor   | 39° 29′ 35.91″ N, 2° 45′ 9.23″ E / 39.4933083°N,2.7525639°E  |         | http://www.iessarenal.net                                     |
| CEIP Rei Jaume III                | Públic    | Infantil i Primària                            | C. Bartomeu Sastre Garau, s/n - Llucmajor | 39° 29′ 15.94″ N, 2° 53′ 0.44″ E / 39.4877611°N,2.8834556°E  |         | http://www.mallorcaweb.net/cpreijaume3                        |
| CEIP Sa Marina de Llucmajor       | Públic    | Infantil i Primària                            | C. Francesc Moragues, 35 - Llucmajor      | 39° 29′ 6.25″ N, 2° 53′ 26.38″ E / 39.4850694°N,2.8906611°E  |         | http://ceipsamarinadellucmajor.cat                            |
| CEIP Badies                       | Públic    | Infantil i Primària                            | C. Fragata, s/n - Badia Gran              | 39° 25′ 28.31″ N, 2° 45′ 12.26″ E / 39.4245306°N,2.7534056°E |         | http://www.cpbadies.net Arxivat 2010-12-29 a Wayback Machine. |
| CEIP S'Algar                      | Públic    | Infantil i Primària                            | Sant Bartomeu, s/n - S'Arenal             | 39° 29′ 55.24″ N, 2° 45′ 22.09″ E / 39.4986778°N,2.7561361°E |         |                                                               |
| CEIP Son Verí                     | Públic    | Infantil i Primària                            | Dragonera, s/n - S'Arenal                 | 39° 29′ 56.48″ N, 2° 45′ 29.97″ E / 39.4990222°N,2.7583250°E |         | http://ceipsonveri.wordpress.com/                             |
| Col·legi Sagrats Cors             | Concertat | Infantil                                       | Des Vall, 72 - Llucmajor                  | 39° 29′ 24.21″ N, 2° 53′ 24.14″ E / 39.4900583°N,2.8900389°E |         |                                                               |
| Col·legi Nostra Senyora de Gràcia | Concertat | Primària i Secundària                          | Paraires, 3 - Llucmajor                   | 39° 29′ 32.32″ N, 2° 53′ 24.61″ E / 39.4923111°N,2.8901694°E |         | http://www.nostrasenyoradegracia.com                          |
| Col·legi Sant Bonaventura         | Concertat | Primària i Secundària                          | Convent, 25 - Llucmajor                   | 39° 29′ 25.97″ N, 2° 53′ 38.62″ E / 39.4905472°N,2.8940611°E |         |                                                               |
| Col·legi Sant Vicenç de Paül      | Concertat | Infantil, Primària i Secundària                | Antoni Catany, 5 - S'Arenal               | 39° 30′ 7.09″ N, 2° 45′ 15.43″ E / 39.5019694°N,2.7542861°E  |         | http://www.svpaularenal.com/                                  |
| Cooperativa Son Verí Nou          | Privat    | Infantil, Primària, Secundària                 | Ficus, 2 - Son Verí Nou                   | 39° 29′ 28.1″ N, 2° 44′ 29.79″ E / 39.491139°N,2.7416083°E   |         | http://colegiosonverinou.com                                  |
| CEI La Cuna                       | Privat    | Infantil                                       | Francesc Moragues, 11 - Llucmajor         | 39° 29′ 11.88″ N, 2° 53′ 30.88″ E / 39.4866333°N,2.8919111°E |         | http://www.guarderialacuna.com                                |
| CEI Pica-Sol                      | Privat    | Infantil                                       | Passeig Jaume III, 24 - Llucmajor         | 39° 29′ 12.99″ N, 2° 53′ 7.14″ E / 39.4869417°N,2.8853167°E  |         | http://www.pica-sol.es/                                       |
| CEI Angelets                      | Privat    | Infantil                                       | Sant Llorenç, 77 - Llucmajor              | 39° 29′ 10.53″ N, 2° 53′ 39.56″ E / 39.4862583°N,2.8943222°E |         | http://www.eiangelets.es/                                     |
| CEI S'Aucellet                    | Privat    | Infantil                                       | Sant Cristòfol, 55 - S'Arenal             | 39° 30′ 8.11″ N, 2° 45′ 18.52″ E / 39.5022528°N,2.7551444°E  |         | http://www.saucellet.com/                                     |